# Лобжанидзе, Уча
У́ча Лобжани́дзе (груз. უჩა ლობჟანიძე; 23 февраля 1987, Гиоргети, Лагодехский район, Грузинская ССР, СССР) — грузинский футболист, защитник.

## Карьера

### Клубная
В феврале 2010 года Лобжанидзе покинул «Зестафони» и подписал контракт с «Днепром» на четыре года. Сумма трансфера составила 2 миллиона евро. Среди всех сделок с участием грузинских футболистов эта уступает по цене только трансферу полузащитника Георгия Кинкладзе, который в 1995 году был куплен «Манчестер Сити» у тбилисского «Динамо» за два миллиона фунтов стерлингов. Ранее трансфер Гоциридзе в «Днепр» составил 1 млн евро.

### В сборной
В сборной дебютировал 27 мая 2008 года против сборной Эстонии (1:1).

## Достижения
Командные
- Чемпион Грузии (1): 2004/05
- Обладатель Кубка Грузии (1): 2007/08

Личные
- Лучший защитник чемпионата Грузии 2007/08